# Papaipema rubiginosa
Papaipema rubiginosa là một loài bướm đêm trong họ Noctuidae.